# Marc Modena
Marc Modena (20 de enero de 1927, Fréjus, Francia - 15 de noviembre de 2011, Denia, España) fue un navegador y explorador francés.

## Biografía
A temprana edad empieza a trabajar para ayudar a su familia, en 1939 estalla la Segunda Guerra Mundial, por suerte Fréjus se hallaba en zona libre. Hasta noviembre de 1942 no aparecen los alemanes donde se ve obligado a trabajar al servicio de la Intendencia Alemana en unos grandes hornos de pan donde se convertiría en un excelente panadero, aquí empezarían sus dotes como cocinero que aprovecharía más adelante en las expediciones. Gracias al desembarco aliado en las costas del Var, en Cavalaire, el 15 de agosto de 1944, el trabajo forzado pudo cesar. Ese mismo año en octubre decide alistarse en la Marina nacional de Francia, donde recibe formación militar como aprendiz timonero en cubierta, aprendiendo vigilancia, el mando de mensajes por señales ópticas, flotantes y utilizar Morse. Los años alistados en la marina le permiten viajar por el norte de África, a lo largo del Mar Rojo, hasta llegar a la Indochina donde descubriría grandes ciudades como Bombay, Colombo, Singapur, Hong Kong, Shanghái y hasta Fusan en Corea.
En 1955 decide dar un cambio a su vida y emigra a Canadá en busca de nuevas experiencias y oportunidades. Tras 10 días de viaje llega a Halifax (Nueva Escocia), donde más tarde volvería para realizar su primera expedición, finalmente llega a Montreal para empezar una nueva vida.
A través de un periódico local descubre la noticia sobre L'Égaré I que encalló en Terranova, Canadá. Contacta de inmediato con Henri Beaudout, teniendo mucho interés en unirse a la tripulación para realizar un segundo intento, L'Egaré II (en).
Tras la exitosa expedición de L'Egaré II (en), vuelve a Fréjus a visitar a su familia y poco después regresa a Montreal, donde en 1961 conoce a Berthe, quien será su compañera de viaje en tierra y le permitirá seguir con sus futuras expediciones. En 1963 nace su primera hija, Sylvie, y tres años más tarde, en 1966, nace Mireille para completar la familia.
En marzo de 1975, después de las distintas expediciones en balsa con su compañero de mar Vital Alsar: La Pacífica (1966), La Balsa (1970), Las Balsas (1973), decide mudarse junto con Bertha y sus dos hijas a Dénia, un pueblo costero de la Costa Blanca de España. Allí montarían una lavandería, la cual le permitiría seguir haciendo lo que más le gustaba, embarcarse en nuevas aventuras. 
Francisco de Orellana (1977) y Mar, Hombre y Paz (1978) fueron sus dos últimas expediciones después siguió disfrutando de su familia y amigos en Dénia donde escribe sus memorias en su libro L'argonaute.
En 2009 estuvo a punto de embarcarse en la última expedición de su amigo Vital. ZAMNÁ, de México a Grecia con el objetivo de conectar la cultura maya con la griega. Debido a su elevada edad no pudo participar, pero pudo ver como su nieto Daniel Chávez Modena, hijo de Sylvie, formaba parte de la tripulación que llevó a cabo la expedición. A los 84 años de edad termina su vida el 11 de noviembre de 2011 en Dénia.
El 21 de abril de 2018 es la inauguración y el bautismo de la base náutica que oficialmente lleva el nombre de Marc Modena. Fréjus

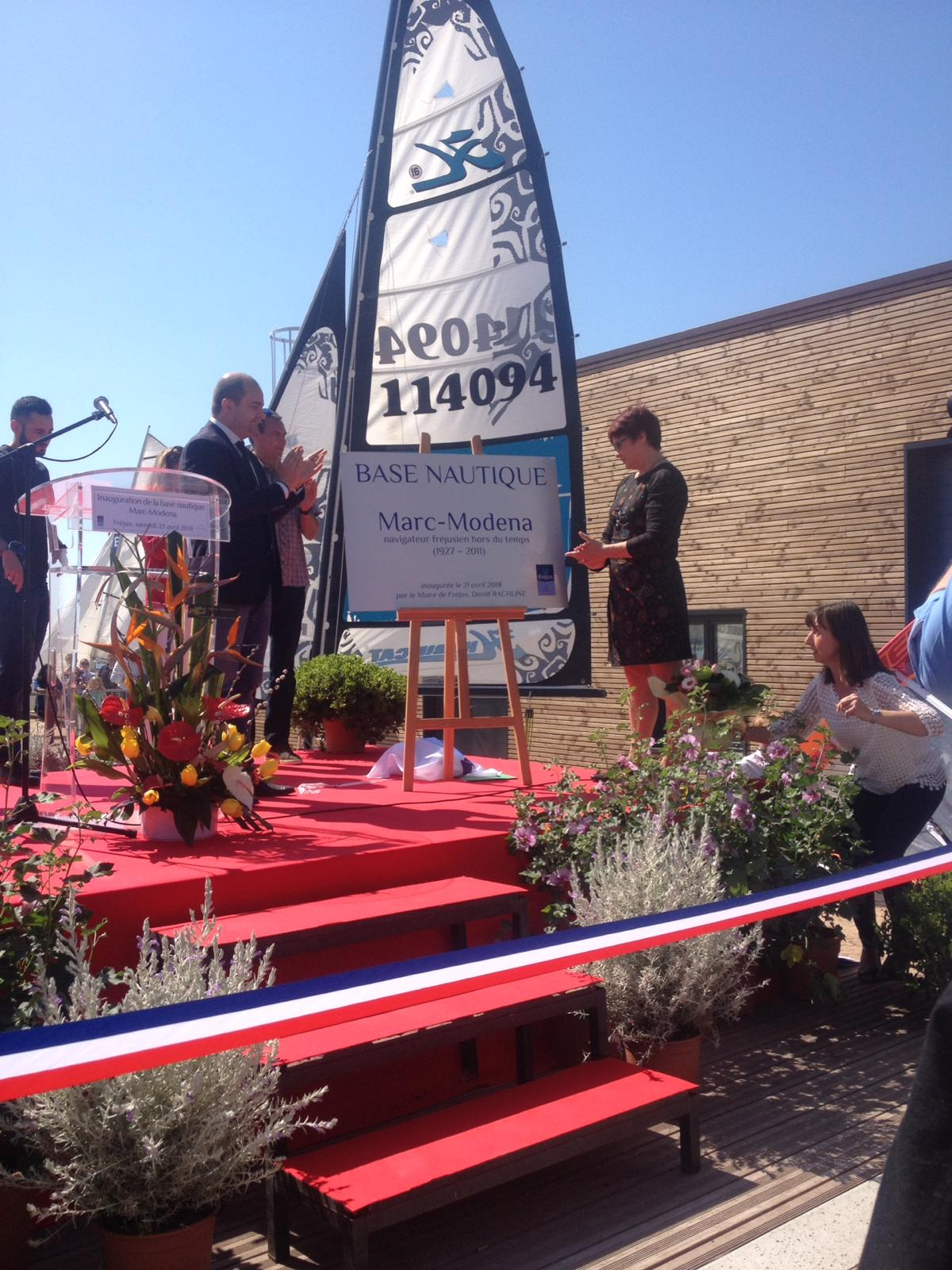
21 de abril de 2018 inauguración y el bautismo de la base náutica Marc Modena

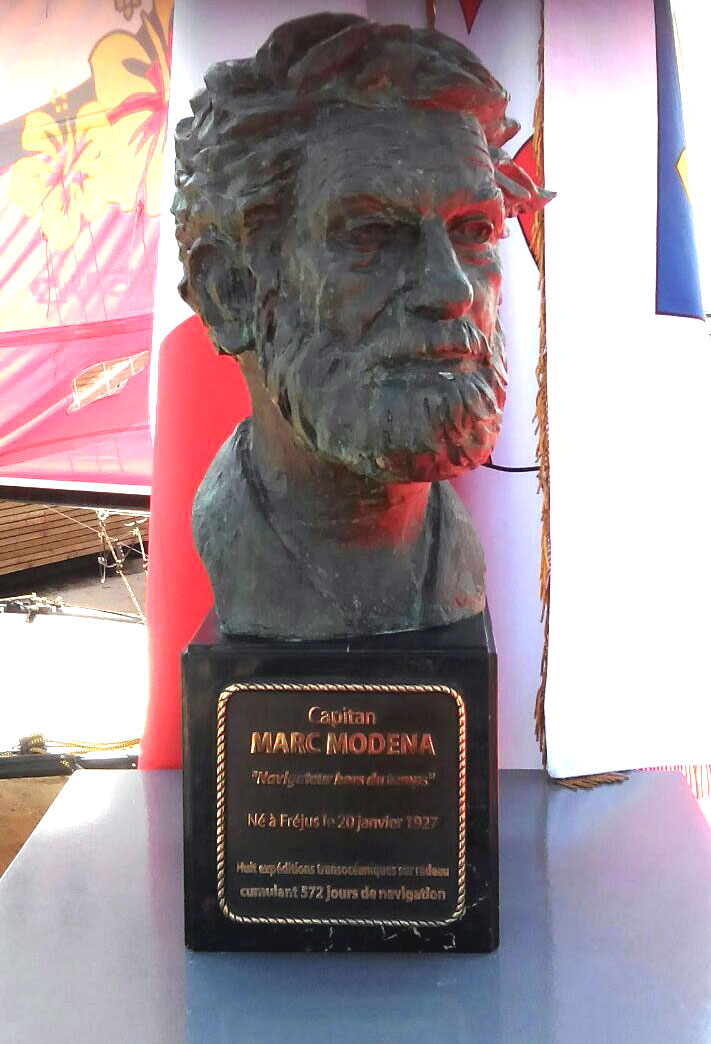
Busto de Marc Modena en la ciudad de Frejus

## Expediciones

### L'Égaré II
- En 1956, atraviesa el Atlántico a bordo de una balsa, L'Égaré II (en[6]).
- El 24 de mayo de 1956, Marc Modena, Gaston Vanackère, José Martínez, Henri Beaudout y dos gatos marchan a Halifax (Nueva-Escocia) desde donde zarparán para atravesar Atlántico Norte. Alcanzan Inglaterra al cabo de 88 días. Este éxito fue subrayado fuertemente en varios países.,[7][8][9] conocida como la Kon-Tiki Atlántica.[10]

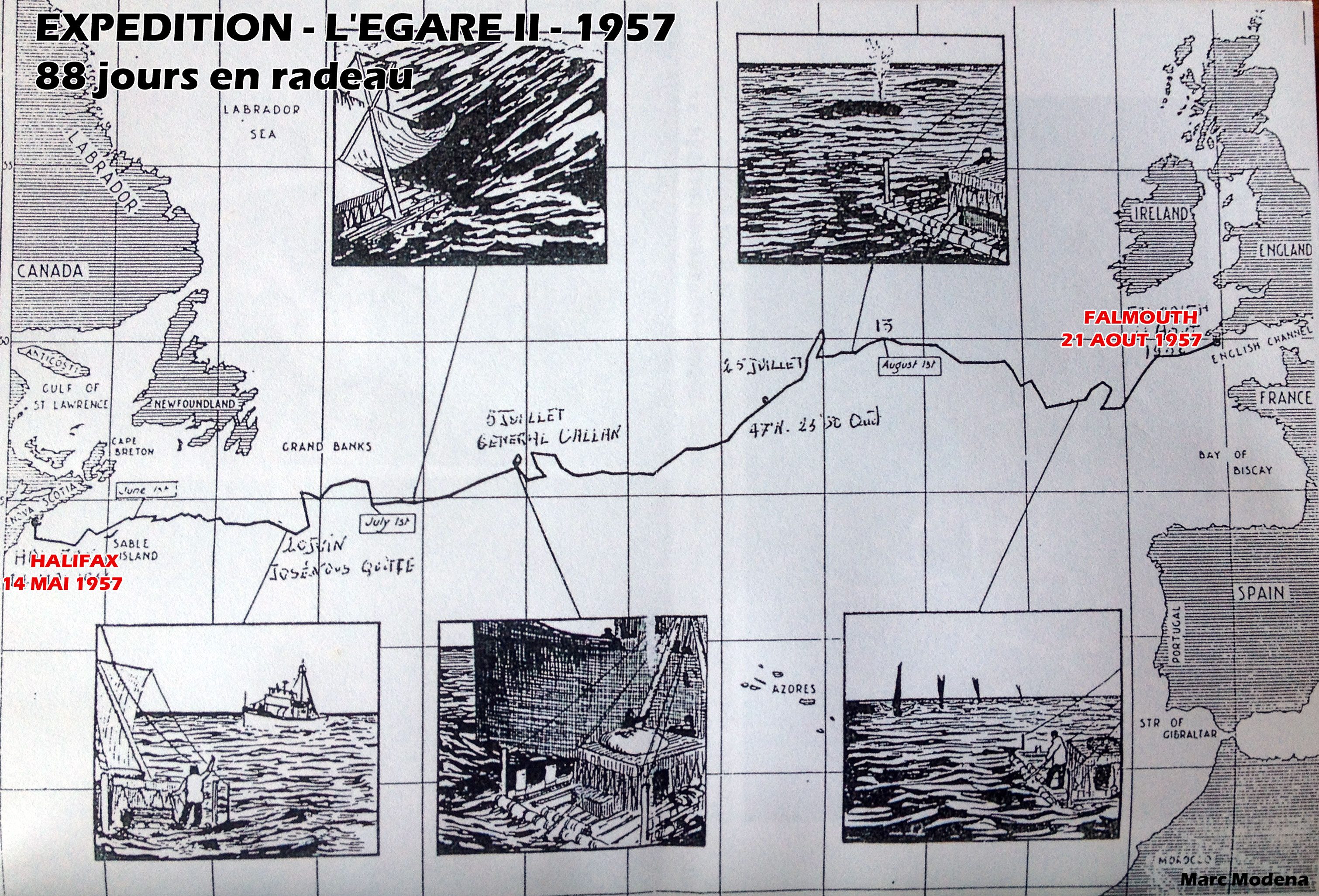
Mapa de la Expedición L'Egare II

### La Pacífica
- 1966 Expedición entre Ecuador y Australia en balsa.
- La expedición fracasa debido al ataque del gusano teredo sobre la madera de balsa, por lo que naufragó después de 143 días de navegación y afortunadamente rescatados por un vapor alemán.

### La Balsa
- 1970: Expedición Travesía del Pacífico en La balsa.
- Tripulantes: Marc Modena, Norman Tetreault, Gabriel Salas y Vital Alsar .Mapa Navegación expedición la balsa - Marc Modena

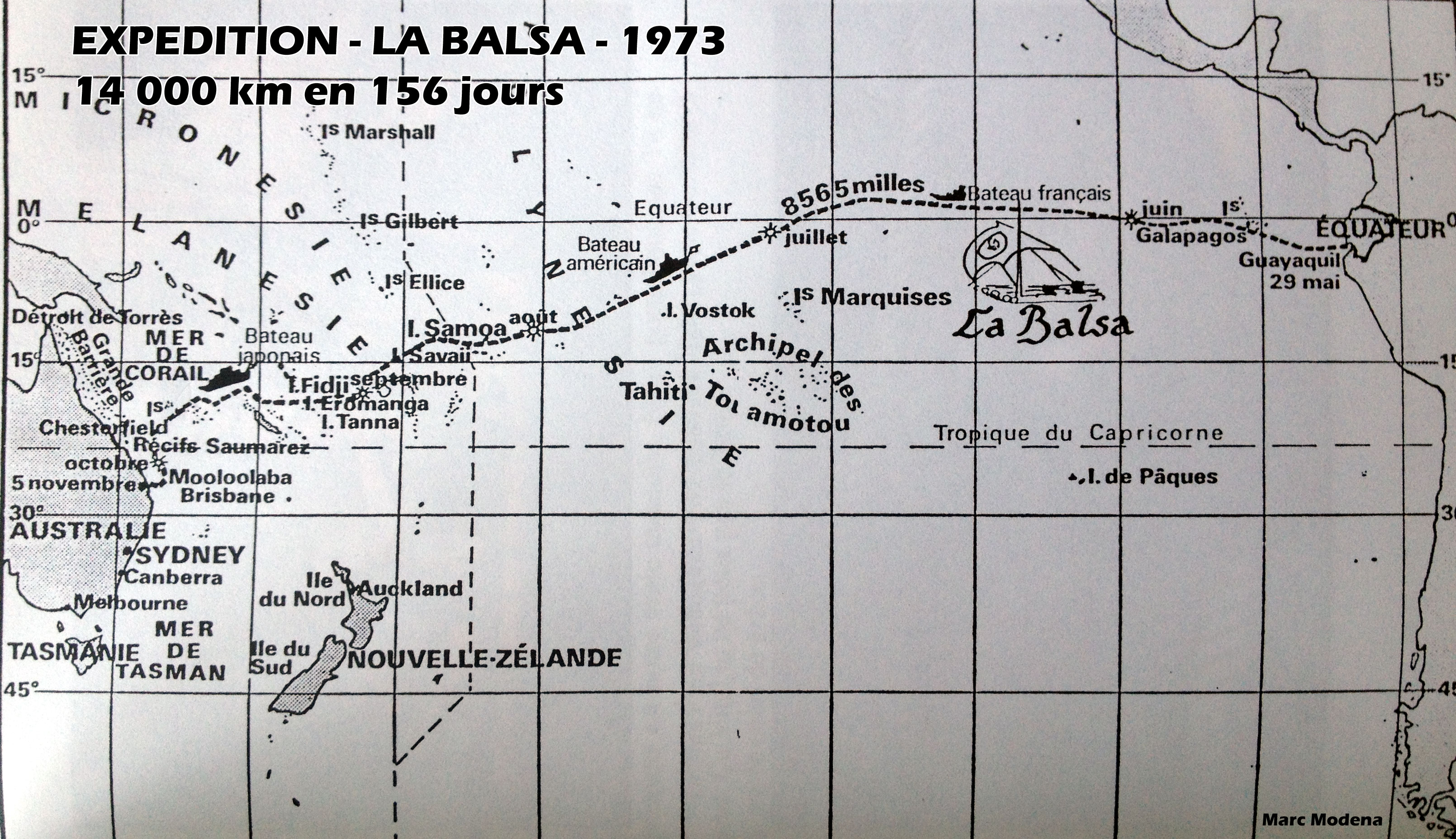
Mapa Navegación expedición la balsa - Marc Modena

- Salida desde el puerto de Guayaquil (Ecuador) hasta Mooloolaba (Australia)
- Distancia de 13,800 km (8,600 millas) 156 días en 156 días

### Las Balsas
- 1973: Las Balsas, La misma travesía que en 1970 pero con 3 balsas (Guayaquil, Aztlán y Moolooaba), y 12 personas.[11][12][13]

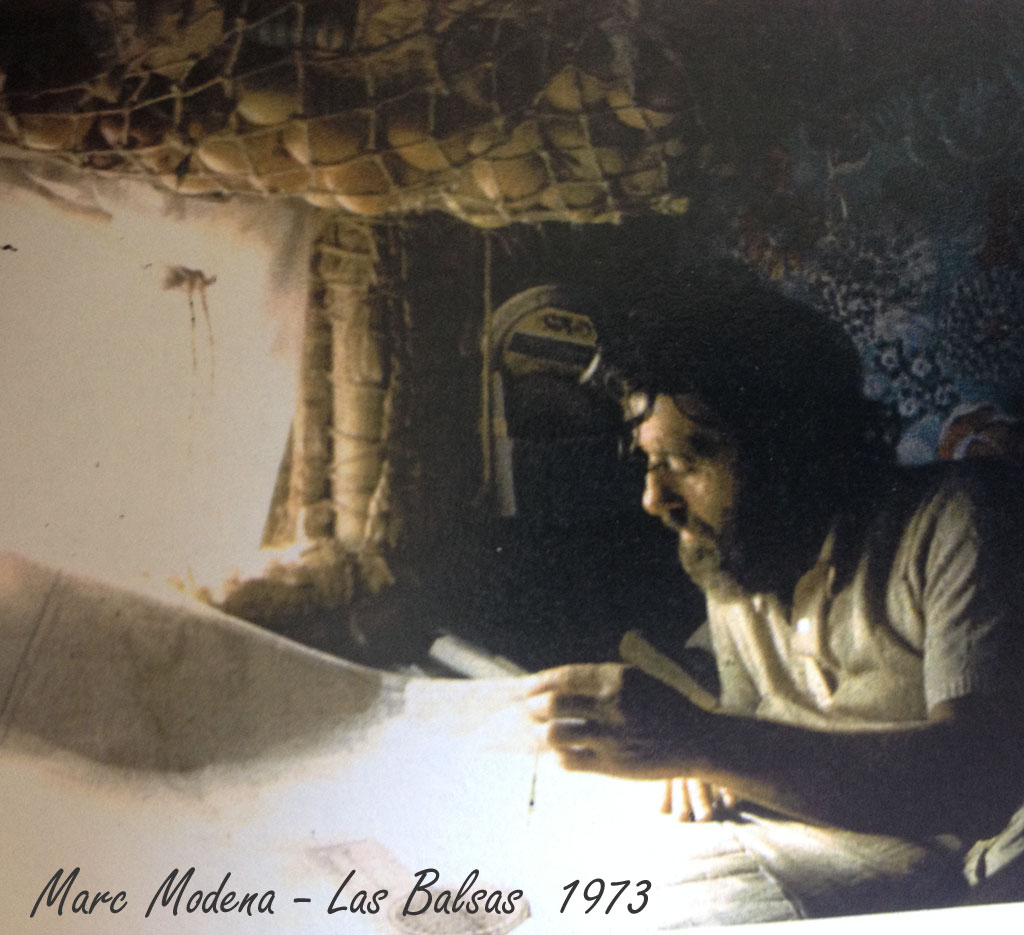
Marc modena las balsas 1973

- La expedición tuvo una duración de 179 días y un recorrido de 14,000 km, (9,000 millas).
- Modena fue el capitán de la balsa Moolooaba.

### Francisco de Orellana
- 1977: Expedición Francisco de Orellana que consiste en reproducir la travesía de este célebre explorador.
- Atravesada de América del Sur por el Río Amazonas (río) a bordo de tres galeones. Estos fueron donados al Museo del Hombre y de la Mar de Santander (España).[14]
- El Capitán Vital Alsar y su compañero Marc Modena han navegado durante 6 meses[15]

### Mar, Hombre y Paz
- 1978 : Expedición Mar Hombre y Paz que pretende realizar la misma travesía que aquella del célebre navegador Cristóbal Colón.[16]

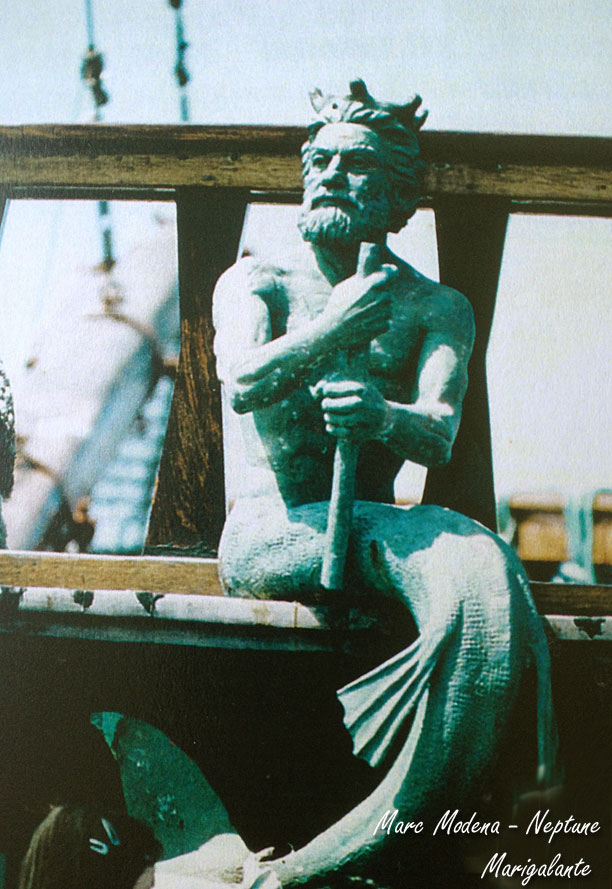
Estatua de Neptuno Marc Modena sobre la Marigalante

## Logros y reconocimientos
Posee un buen lugar en el libro de los récords por haber realizado ocho viajes transatlánticos, haciendo un total de 572 días y 48.000 km en alta mar  a bordo de una balsa. El distintas embarcaciones para cada una de sus expediciones fueron construidas por sus manos junto con las de sus compañeros de aventura, sin olvidar a su fiel acompañante Vital Alsar.
El ayuntamiento de Fréjus puso su nombre a un muelle del puerto el 28 de mayo de 2005 (muelle Marc-Modena, 83600 Fréjus). Mientras en la recepción del ayuntamiento de Fréjus descansa un busto suyo de bronce que donó a su pueblo natal. 